# Sickingen (Hechingen)
Sickingen ist ein Stadtteil von Hechingen im Zollernalbkreis in Baden-Württemberg (Deutschland).

## Geographie
Sickingen liegt etwa drei Kilometer nordöstlich der Hechinger Kernstadt auf einer Anhöhe an der Kreisgrenze zum Landkreis Tübingen. Die Gemarkungsfläche des Ortes beträgt 215 Hektar.

### Nachbarorte
Folgende Orte grenzen an die Gemarkung von Sickingen, sie werden im Uhrzeigersinn beginnend im Norden genannt und gehören zum Zollernalbkreis beziehungsweise zum Landkreis Tübingen ¹:
Bodelshausen¹, Hechingen, Bechtoldsweiler

## Geschichte

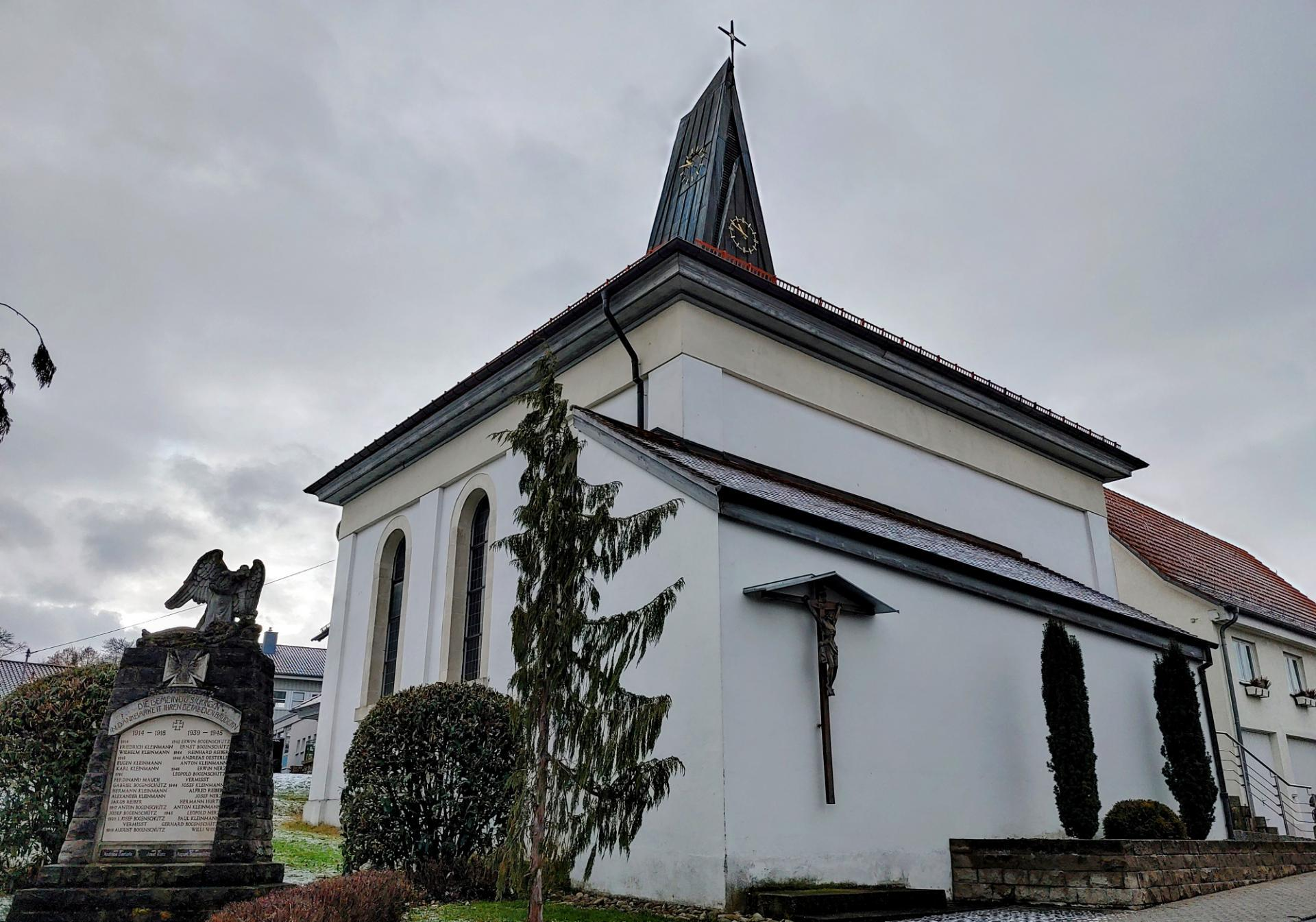
Kirche St. Antonius

Eine erste Besiedlung auf der Gemarkung des Orts ist durch den Fund einer alemannischen Lanzenspitze auf das 7. Jahrhundert datiert. Sickingen wurde erstmals 1188 anlässlich einer Güterschenkung an das Bistum Speyer erwähnt. Im 14. Jahrhundert sind die Walger von Bisingen verbürgt und waren vermutlich auch Ortsherren. Ihnen folgten die Herren von Ow, welche das Dorf 1446/53 an Württemberg verkauften, bevor die Zollergrafen den Ort 1472 endgültig erwarben. In der Grafschaft Zollern gehörte Sickingen zum Amt Stein. Nach der Märzrevolution 1848 und dem Übergang der Hohenzollernschen Lande an Preußen gehörte das Dorf zum Oberamt Hechingen, das später zum Landkreis Hechingen wurde.
In der unmittelbaren Nachkriegszeit war das Dorf noch stark durch die Landwirtschaft geprägt. Nach einer Flurbereinigung in den 1950er Jahren, die Gebietsverluste für den Ort bedeuteten und Ansiedlung von neuen Industriebranchen in Hechingen, entwickelte sich Sickingen zu einem bevorzugt von jungen Familien bewohnten Ort. Am 1. April 1972 wurde das Dorf nach Hechingen eingemeindet. Die Nachbargemeinde Bodelshausen expandierte im Laufe der Zeit immer mehr in Richtung Kreisgrenze. Heute befinden sich Teile der Gewerbegebiete Bodelshausens auf der Gemarkung von Sickingen. Nach Erschließung der Gewerbegebiete Grenzäcker, Nasswasen, des Industriegebiets Lotzenäcker und des Wohngebiets Helle sieht der Regionalplan, aufgrund der vielen Grünzüge, keine weiteren Expansionsmöglichkeiten mehr für Sickingen vor.

## Politik
Ortsvorsteher ist seit 2019 Siegbert Schetter.

### Wappen
Das Wappen zeigt oben einen roten Löwen, schreitend auf gelbem Grund. Der Löwe war Bestandteil des Wappens der Herren von Ow. Der untere Teil zeigt die Farben der Zollergrafen.

## Kultur und Sehenswürdigkeiten

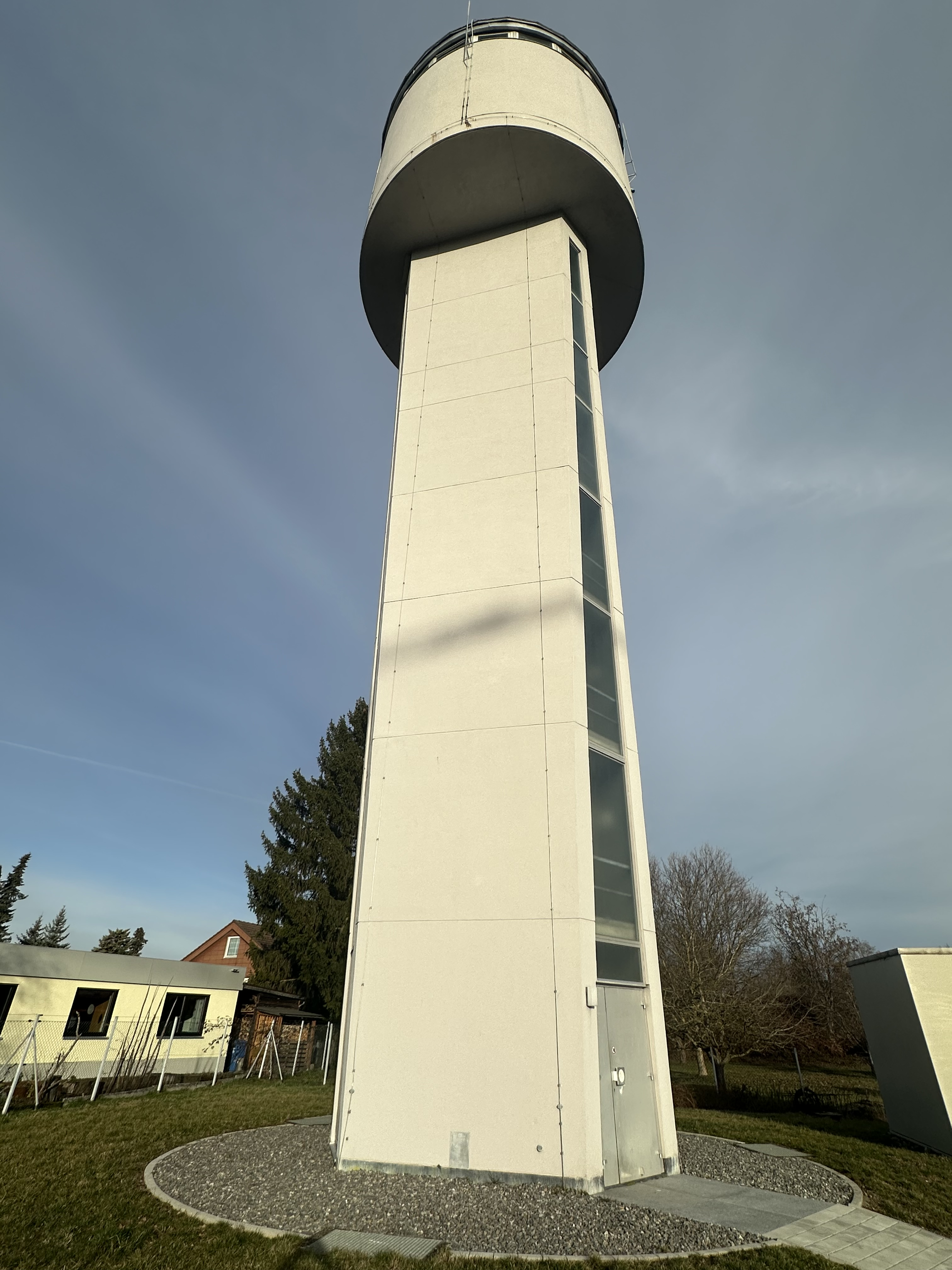
Wasserturm Sickingen

- Wahrzeichen des Ortes ist der weithin sichtbare Sickinger Wasserturm.
- Das denkmalgeschützte Schwefelhäuschen geht zurück auf die 1834 vom Hechinger Arzt Cajetan Koller entdeckte „Friedrichsquelle“, die noch in den 1980er Jahren genutzt wurde.[2]

## Persönlichkeiten
- Kerstin Bogenschütz (* 1995), Fußballspielerin